# Nia Szenk
Nia Marie Szenk (* 5. Mai 2004 in Donzdorf) ist eine deutsche Fußballspielerin. Sie steht beim Bundesligisten SC Freiburg unter Vertrag.

## Karriere

### Vereine
Szenk war in der ortsansässigen Turngemeinde 1848 Donzdorf sportlich aktiv gewesen, bevor sie im Sommer 2014 zum 1. FC Donzdorf wechselte. Nachdem sie im Winter 2018/19 während der Süddeutschen Futsalmeisterschaft der U15-Juniorinnen fünf Tore erzielt hatte und der 1. FC Donzdorf sich bis ins Halbfinale der Deutschen Futsalmeisterschaften gespielt hatte, wechselte sie in die B-Jugendmannschaft des SC Freiburg. Für diese bestritt sie von 2019 bis 2021 insgesamt 18 Punktspiele in der Staffel Süd der B-Juniorinnen-Bundesliga, in denen ihr zwei Tore gelangen.
Ab Winter 2020 trainierte sie dauerhaft mit der ersten Mannschaft und kam 17-jährig am 9. Mai 2021 (20. Spieltag) zu ihrem Pflichtspieldebüt beim 3:1-Sieg im Heimspiel gegen die SGS Essen. In der Saison 2021/22 wurde sie in drei weiteren Ligaspielen sowie in einem Spiel im DFB-Pokal-Wettbewerb eingesetzt.
Seit dem 5. März 2022 (12. Spieltag) spielte sie Leihweise in der Women’s Super League, der höchsten Spielklasse im Schweizer Frauenfußball, für den FC Basel. Nach fünf Punktspielen in der regulären Saison kam sie auch in vier anschließenden Playoffspielen um die Meisterschaft zum Einsatz. Im Halbfinale, in dem das Hinspiel mit 2:0 gegen den Servette FC Chênois Féminin gewonnen, aber auch mit 0:2 im Rückspiel verloren wurde, war man den Genfer Spielerinnen mit 3:4 im Elfmeterschießen unterlegen. Die Leihe lief bis Juni 2024.

### Nationalmannschaft
Szenk debütierte als Nationalspielerin für die U19-Nationalmannschaft am 18. Februar 2023 in La Nucia im Rahmen eines U19-Nationen-Turniers. Sie gehörte der Mannschaft an, die in Belgien die vom 18. bis 30. Juli 2023 ausgetragene Europameisterschaft bestritt. Sie wurde in der Vorrundenpartie gegen Belgien eingesetzt. Die deutsche Mannschaft unterlag im Finale Spanien im Elfmeterschießen.
2024 nahm sie mit Deutschland an der U20-WM in Kolumbien teil, sie erreichte mit ihrem Team das Viertelfinale.
Am 30. Mai 2025 lief sie erstmals für die U23-Nationalmannschaft auf. Bei der 1:2-Niederlage gegen die USA wurde sie zur Halbzeit eingewechselt.